# كلية فقيه للعلوم الطبية
كلية فقيه للعلوم الطبية كلية أهلية سعودية تأسست عام 2003 تحت اشراف وكالة التعليم الجامعي الأهلي. تقدم 4 برامج أكاديمية رئيسية للدراسة وهي التمريض وعلوم المختبرات الطبية والطب البشري والجراحة. يقع مقرها في مدينة جدة وكان يرأسها الدكتور سليمان فقيه أحد أشهر الأطباء في تاريخ المملكة.

## النشأة
أُنشئت كلية الدكتور سليمان فقيه للعلوم الطبية في عام 1424 هـ - 2003 م في مدينة جدة، وكانت للطالبات فقط ثم في سنة 1429هـ – 2008م تم افتتاح قسم البنين في الكلية، وتقع ضمن نظام التعليم الخاص تحت إشراف وزارة التعليم.

## مهام الكلية
- توفر الكلية كادر تدريسي مدرب ومؤهل لأحدث المناهج المتطورة.
- تأمين احتياجات الطلاب الأكاديمية والإشراف عليها.
- إنشاء المباني الخاصة والمجهزة بأحدث الوسائل التقنية والتعليمية.

## هدف الكلية
توسيع مدارك ومفاهيم الطلبة والطالبات وإكسابهم مهارات متميزة.
توفير الأساس للتطوير المستمر في التعليم على مستوى الطالب أو الطالبة والمهنة.المساهـمة في تلبية احتياجات سوق العمل السعودي من الكفاءات المهنية.
تـوضـيح أهمية ودور الممرض في المجتمع، وغرسهما في مفاهيمه المهنية والحياتية.

## البرامج الأكاديمية
- بكالوريوس التمريض.
- برنامج علوم المختبرات الطبية.
- بكالوريوس الطب والجراحة.

## الأقسام الأكاديمية
- قسم العلوم الأساسية والمتطلبات العامة.
- قسم علوم وظائف الأعضاء.
- قسم علوم الأمراض.
- قسم التمريض.
- قسم علوم المختبرات الطبية.

## مكتبة الكلية
تحتوي الكلية على مكتبة، تتضمن العديد من المصادر والمراجع المحدثة في مختلف التخصصات الطبية، والمجلات والدوريات العلمية، وكذلك العلوم الأساسية والمتطلبات العامة، مثل الدراسات الإسلامية واللغة العربية. وتزود المكتبة منتسبي الكلية وروادها من الطلبة والباحثين بخدمات المكتبة الرقمية السعودية.

## وصلة خارجية
- الموقع الإلكتروني لكلية فقيه للعلوم الطبية.